# Pete Doherty
Pour les articles homonymes, voir Peter Doherty et Doherty (homonymie).
Peter Doherty, ou Pete Doherty, est auteur-compositeur-interprète britannique de rock, né le 12 mars 1979 à Hexham (Northumberland). Il est également peintre et acteur.
Après ses études, il forme le groupe The Libertines avec Carl Barât en tant que guitariste et chanteur. Deux albums sortiront de cette formation : Up the Bracket et The Libertines, qui sont salués par la critique et les amènent au succès. Les relations tumultueuses avec Carl feront plusieurs fois la une des tabloïds anglais, sur fond de drogues et de disputes. Après leur séparation, Doherty crée le groupe Babyshambles, qui produit deux albums, diversement appréciés par la critique. En 2009, il sort un album solo (Grace/Wastelands), qui annonce son retour au calme, et est acclamé par la presse.
Son écriture se caractérise par un style poétique très appuyé. Ses maîtres sont Oscar Wilde et William Blake et ses thèmes principaux sont l'Albion et l'Arcadie, Albion étant le nom poétique donné à l'Angleterre, mais aussi le bateau qui doit mener à l'Arcadie, paradis terrestre.
En 2012, il entame une carrière d'acteur en interprétant le rôle d'Octave dans Confession d'un enfant du siècle de Sylvie Verheyde, présenté au Festival de Cannes 2012.

## Biographie

### Enfance et adolescence
Peter Daniell Doherty naît à Hexham, Northumberland en 1979, de Peter John Doherty et de Jaqueline Doherty (née Michels). Il est le cadet d'une fratrie de trois (l'aînée s'appelle Amy-Jo et la benjamine Emily). Il ne restera pas longtemps dans sa ville natale, et se retrouve successivement en Allemagne, dans le Dorset, à Coventry, à Liverpool, à Birmingham, à Chypre, à cause des obligations professionnelles de son père, militaire. Ce dernier impose, à lui et à ses sœurs, une discipline très dure, mais leur fait également découvrir des auteurs comme George Orwell. Peter, comme son père, se découvre une passion pour la littérature, et découvre les poètes romantiques et les "décadents" français (Baudelaire, Rimbaud, Huysmans, etc.) mais surtout Oscar Wilde, dont il lit Le Portrait de Dorian Gray à 15 ans, ou encore William Blake. À l'école, c'est un élève brillant, surtout dans les matières littéraires. Il remporte d'ailleurs un concours de poésie organisé par le British Council.
Adolescent, Peter se réfugie dans la musique et l'écriture. Il commence la rédaction de ses Books Of Albion, des cahiers qui mêlent paroles de chansons, anecdotes de sa vie et réflexions sur son existence.
Il apprend à jouer de la guitare à l'âge de 16 ans, influencé par les Clash, les Smiths, The Jam, les Kinks et surtout les Sex Pistols. Parallèlement, pour gagner un peu d'argent, Peter Doherty va travailler dans un cimetière et s'occuper de tombes, il deviendra aussi par la suite vendeur de pop-corn dans un cinéma et barman.

## Carrière

### The Libertines

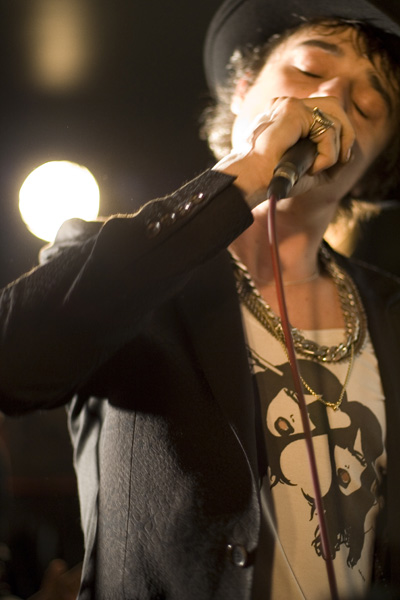
Peter Doherty en concert en 2007.

Doherty et Barât ont formé un groupe appelé The Libertines à la fin des années 1990, bien qu'ils se soient faits réellement connaître en 2002, avec la sortie de leur premier album Up the Bracket, où ils ont commencé à atteindre un succès grand public généralisé.
Le groupe a obtenu un succès critique et commercial et on leur a voué un certain culte, Doherty en particulier en se faisant reconnaître par les fans et les critiques comme l'un des auteurs-compositeurs les plus prometteurs à émerger sur la scène musicale britannique depuis un certain temps. Cependant, Doherty devient de plus en plus dépendant des drogues, ce qui conduit à son éloignement du groupe. En 2003, il est emprisonné pour avoir cambriolé l'appartement de Barât.
Pendant l'enregistrement du second album du groupe, les problèmes de drogue de Pete Doherty s'aggravent et contribuent à la dégradation rapide de son amitié avec Carl. Avant la sortie de leur album en août 2004, leur relation atteint le fond. Doherty est une fois de plus menacé d'être évincé du groupe s'il ne règle pas ses problèmes d'addiction et est renvoyé temporairement. Doherty ne réagit pas bien en apprenant la nouvelle, mais le groupe continue la tournée à cause des obligations contractuelles. Ce qui devait n'être à l'origine qu'une courte absence se transforme en séparation définitive, et fin 2004, Pete Doherty crée son nouveau groupe, Babyshambles.

### Post-Libertines et formation des Babyshambles
Doherty, lors d'une période de froid avec Barât, pendant l'été 2003, a monté un projet solo : Babyshambles. Il reprend ce projet après la séparation définitive des Libertines, et sort un premier album intitulé Down in Albion en novembre 2005 qui reçoit un accueil mitigé de la part de la critique,,.
C'est aussi pendant cette période qu'il rencontre le top model Kate Moss à l'occasion du trente-et-unième anniversaire de celle-ci, le 16 janvier 2005. Leur relation va marquer le début de l'invasion de la vie de Doherty par les tabloïds, particulièrement par le journal The Sun. L'arrestation de Doherty en février ainsi que celle de son ami Alan Wass pour chantage et vol n'arrangent pas les choses, même s'il sera relâché faute de preuves. Les frasques du chanteur et de sa compagne sont révélées par la presse à scandale et choquent une partie de l'Angleterre. Leur relation connaît des hauts et des bas. En juillet 2007, le couple se sépare définitivement.
Il a une brève relation en octobre 2007 avec le mannequin Irina Lazareanu, une amie d'enfance, également amie de Kate.
Au même moment, en octobre 2007, sort le deuxième album des Babyshambles, Shotter's Nation, qui reçoit cette fois un accueil enthousiaste de la part de la critique.
Cependant, en avril 2008, Doherty est condamné à 14 semaines de prison ferme pour conduite en état d'ivresse et non-respect des conditions de liberté conditionnelle. Il passera finalement 4 semaines dans la prison de Wormwood Scrubs, et sera libéré le 6 mai 2008, bénéficiant notamment d'un plan du gouvernement britannique visant à limiter la surpopulation des prisons.

### Renouveau artistique et personnel

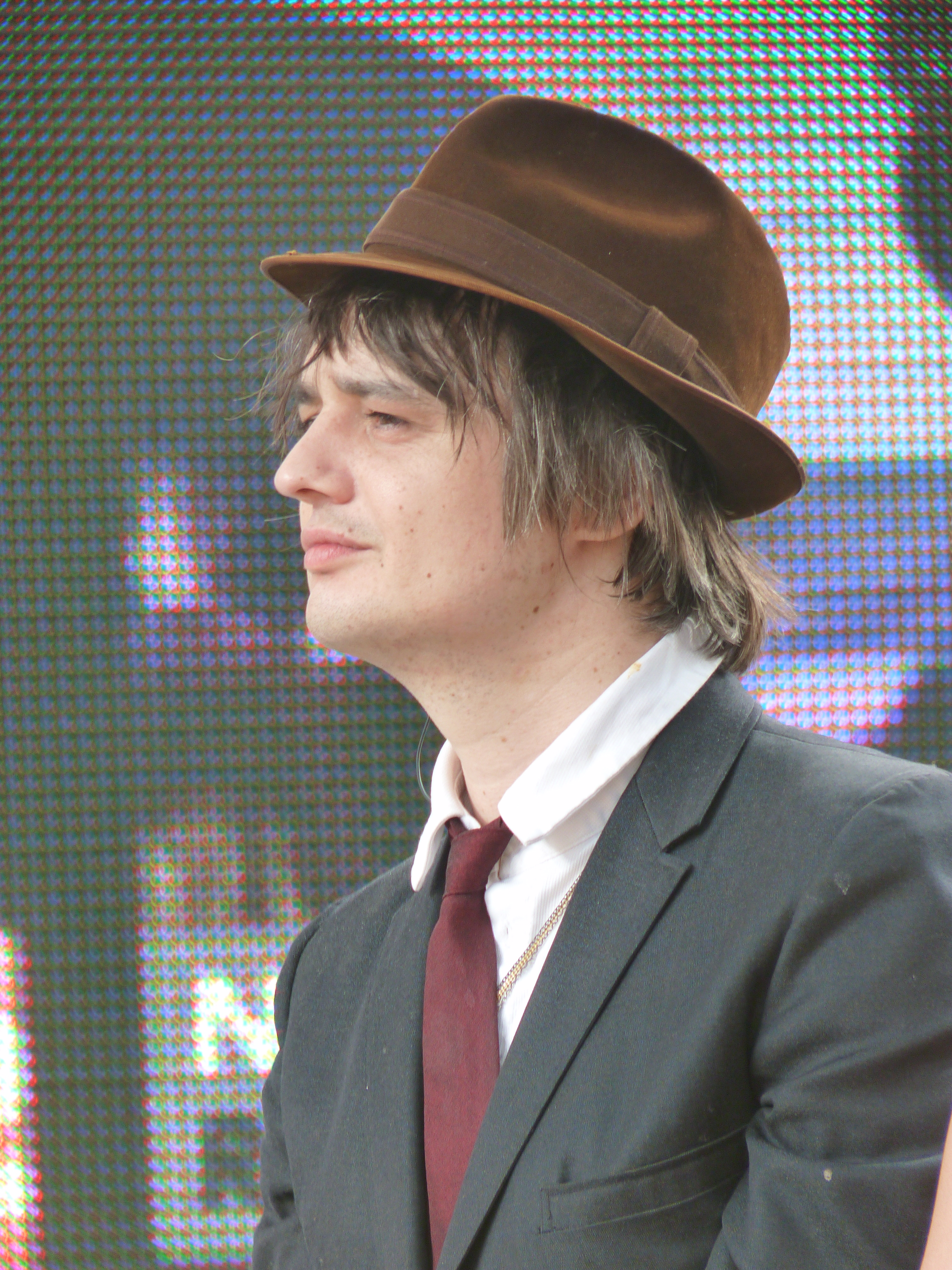
Pete Doherty au Festival de Cannes, le 19 mai 2012, pour le film Confession d'un enfant du siècle.

En 2009, à la suite d'une décision de justice, Doherty est interdit de séjour à Londres. Il partage désormais son temps entre Paris, où il dit composer ses meilleures chansons, et sa maison de campagne, située à Marlborough dans le Wiltshire.
Depuis 2008, Peter voit également de plus en plus régulièrement son fils, avec lequel il n'avait pratiquement pas eu de relation jusque-là. Son ex-compagne et la mère de son fils, Lisa Moorish, confie d'ailleurs qu'il serait devenu un « bon père ».
Le 16 mars 2009 sort le premier album solo de Doherty, Grace/Wastelands. Acclamé par la critique,,, ce recueil de 12 titres marque un changement dans la vie de Peter. Tout d'abord, il renonce explicitement au diminutif de « Pete » popularisé par les tabloïds au profit de « Peter ». Les textes de Grace/Wastelands font moins de références aux tabloïds et aux diverses addictions de Pete, et évoquent des sujets comme la littérature ou l'amour. À l'occasion de cette sortie, Doherty fait la une de plusieurs magazines musicaux ou culturels, comme Les Inrockuptibles, Rock & Folk, Rolling Stone.
De plus, depuis la fin de sa relation tumultueuse avec Kate Moss et son départ dans la campagne anglaise, Doherty n'apparaît quasiment plus dans les tabloïds, cette disparition progressive allant de pair avec son arrêt progressif des drogues dures, qu'il semble ne plus consommer, au mois de décembre 2008 à juin 2009.
Cependant, il semble avoir rechuté dans l'héroïne puisqu'il a été arrêté plusieurs fois par la police, une fois en Suisse pour s'être injecté de l'héroïne dans un avion, puis une seconde fois au Royaume-Uni pour conduite en état d'ivresse et possession de drogues dures, et encore une fois en France en état d'ébriété, pour acquisition et consommation de cocaïne en 2019,.
Le 30 novembre 2009, Peter Doherty provoque un tollé lors du festival de rock de Munich en entonnant Deutschland, Deutschland über alles, les premiers mots de l'hymne national allemand (généralement décrit dans les médias, à tort, comme l'hymne nazi), dont la première strophe n'est plus utilisée depuis la seconde guerre mondiale en raison de son association avec le régime hitlérien. Il est hué par le public mais continue de chanter jusqu'à ce qu'il soit expulsé de la scène par les organisateurs. Son agent répond à la polémique : « Pete lui-même a une ascendance juive et il s’est battu contre le racisme et le fascisme avec de nombreuses organisations comme Love Music Hate Racism. »
Après avoir notamment assuré des concerts en France comme à Toulouse, Annemasse ou Monaco, il contraint, le 6 octobre 2011, la direction du 106 (salle de spectacle) à annuler son concert prévu à Rouen en raison de son refus à se produire sur scène.
En 2012, Peter Doherty se présente au festival de Cannes pour présenter dans la catégorie Un Certain Regard l'adaptation cinématographique du livre d'Alfred de Musset Confessions d'un enfant du siècle dans lequel il tient le rôle principal, Octave, nom que se donne Musset dans le livre. La réalisatrice, Sylvie Verheyde, affirme avoir choisi Doherty car « il symbolise le poète à la fois sacralisé et maudit, comme Musset en son temps ». Le chanteur s'est passionné pour le rôle, et connaissait le scénario par cœur un an avant le début du tournage. Il se montre très sérieux durant tout le tournage, et accepte de se prêter à l'exercice de la promotion. Dans le film, il joue son rôle tout en retenue, « comme absent à lui-même, en paix intérieure ».
Il annonce alors qu'il sortira dans l'année 2012 un nouvel album solo et révèle les titres de 7 chansons de cet album : Down For The Outing, Siberian Fur, Nothing Comes To Nothing, Shine A Light On Your Misery, Ba Ba Ba, Dust On The Road et Bird Cage. La Chanson Bird Cage contiendra des paroles écrites par Amy Winehouse et apparaitra en version acoustique à la fin du film Confession d'un enfant du siècle.
Fin juin 2012, Peter Doherty part en cure de désintoxication en Thaïlande pour en finir avec la drogue. Parallèlement, Carl Barat annonce qu'au retour de Doherty de Thaïlande, le duo travaillera sur un nouvel album solo de Carl Barât (prévue pour fin 2012) et se dit prêt à une reformation des Libertines.
C'est à la fin de l'année 2014 qu'une reformation imminente des Libertines est confirmée par les membres du groupe, après un rapprochement entre Doherty et Barât qui avoueront chacun de leur côté à la presse, ne pas pouvoir se passer l'un de l'autre. Après des sessions d’écriture et de studio effectuées en Thaïlande et en Europe, l'album Anthems for Doomed Youth, au nom choisi en hommage au poème de Wilfred Owen, sort le 11 septembre 2015 après une série de concerts effectuée pendant l'été, notamment au festival Hyde Park de Londres ou au Low Festival de Benidorm.

## Albion et Arcadie
L'Albion et l'Arcadie sont deux concepts qui reviennent très souvent dans l'écriture de Doherty, et ce depuis les balbutiements des Libertines.
Albion est un vieux nom poétique donné à l'Angleterre. Peter Doherty utilise ce terme dans le titre du premier album de ses Babyshambles : Down in Albion qui contient la chanson Albion.
Son recueil de poésies : Books of Albion, l'exposition de ses œuvres à la Galerie Chappe, Art Of Albion, l'appartement qu'ont partagé Carl Barât et Doherty, The Albion Rooms et une des vidéos que Doherty a postées sur Youtube, l'Albion à l'hôtel appelé "France-Albion" dans le 9e arrondissement de Paris.
Albion est aussi le nom que porte un personnage de William Blake, auteur très apprécié de Doherty.
Symboliquement, dans la poésie de Doherty, l'Arcadie est le vaisseau qui permettra d'accéder à l'Albion, vision idyllique d'une Angleterre parfaite. La première chanson de l'album Grace/Wastelands est d'ailleurs intitulée Arcady.

## En France
Installé en France depuis 2015, d'abord dans la proximité de Melun , il vit une partie de l'année à Étretat en Normandie, où il enregistre disques et clips videos,, dont la chanson « Etretat... » en 2016 et l'album The Fantasy Life of Poetry & Crime en 2022 avec la collaboration de Frédéric Lo.
Il publie une autobiographie A Likely Lad by Pete Doherty and Simon Spence aux éditions Little, Brown à Londres en juin 2022.
En janvier 2024 est diffusé sur Canal+ le documentaire Stranger in my own skin, réalisé par Katia de Vidas, sa compagne, qui l'a filmé au quotidien pendant plusieurs années.

## Mode
Peter Doherty est également de plus en plus présent dans le milieu de la mode. Il est notamment un des initiateurs (avec Kate Moss) du style indie sleaze. Ainsi, il devient pour la saison 2007/2008 l'égérie de la marque Roberto Cavalli. Par la suite, il sera aussi mannequin exclusif pour le livre London Birth of a Cult rassemblant des photos réalisées par le styliste homme de Dior Homme, Hedi Slimane. Enfin, pour la saison été 2012, il est le créateur (ainsi que l'égérie) pour la marque française The Kooples d'une collection The Kooples X Peter Doherty.

## Expositions
- 2007 : Bankrobber Gallery[23]
- 2008 : Art of Albion, Galerie Chappe, Paris[24]
- 2013 : avec Géraldine Beigbeder à Barcelone, Genève, à l'espace Djam[25]
- 2014 : Rural du Domaine de Villette à Conches[26]
- 2015 : l'artiste Nick Reynolds (en) expose une sculpture de Doherty crucifié à l’église St Marylebone de Londres[27]. La même année, l'artiste suisse Andy Picci usurpe son identité, avant d'être publié en couverture du Parisien[28],[29]
- 2017 : Musée du Graffiti de L'Aérosol; Paris, Maquis-art Hall of Fame[30].
- 2018 : Maison des Ailleurs à Charleville-Mézières[31].
- 2020 : The fantasy life of poetry and crime, Galerie Chappe[32],[33].
- 2022 : Contain yourself (seriously), Janine Bean Gallery, Berlin

## Vie privée
Il a eu une relation avec la top model Kate Moss de 2005 à 2007, relation qui fut très médiatisée.
Il a un fils, Astile né en 2003, dont la mère est Lisa Moorish. Il porte au cou un tatouage avec le prénom de son fils. En décembre 2011, il devient le père d'une fille prénommée Aisling, dont la mère est Lindi Hingston.
En 2021, il épouse la réalisatrice Katia de Vidas, la fille du producteur Jean-Paul De Vidas.
En juin 2023, il publie sur son compte Instagram une photo où il révèle la naissance d'une petite fille, Billie-May, dont la mère est Katia de Vidas.

## Musique

### Matériel
Peter Doherty utilise principalement comme guitares électriques des Epiphone Coronet, Olympic et Wilshire ainsi que des Gibson J-45 et J-60 comme guitares acoustiques.
Il utilise principalement une Rickenbacker 325C64 JG lors de la première formation des Babyshambles.
Avec les Puta Madres, il utilise souvent une guitare Fender Telecaster.
Lorsqu'il se produit en solo, il utilise de nos jours une guitare Gibson J-60 ou J-45.

### Styles principaux
Pendant la période Libertines, le genre dominant des albums est le punk rock et le garage rock. Certains critiques nuancent cependant cette appellation en qualifiant la musique des Libertines de pop-punk (le mensuel Rock & Folk, notamment).
En 2009, le premier album solo de Peter Doherty, Grace/Wastelands, entièrement acoustique à l'exception d'une chanson, révèle cette fois clairement ses influences folk et jazz.

### Discographie

#### Avec The Libertines
- Up the Bracket - Libertines (2002)
- The Libertines - Libertines (2004)
- Anthem for a doomed youth - Libertines (2015)
- All Quiet on the Eastern Esplanade - Libertines (2024)

#### Avec les Babyshambles
- Down in Albion - Babyshambles (2005)
- The Blinding - Babyshambles (2006)
- Shotter's Nation - Babyshambles (2007)
- Sequel to the Prequel - Babyshambles (2013)

#### AvecFrédéric Lo

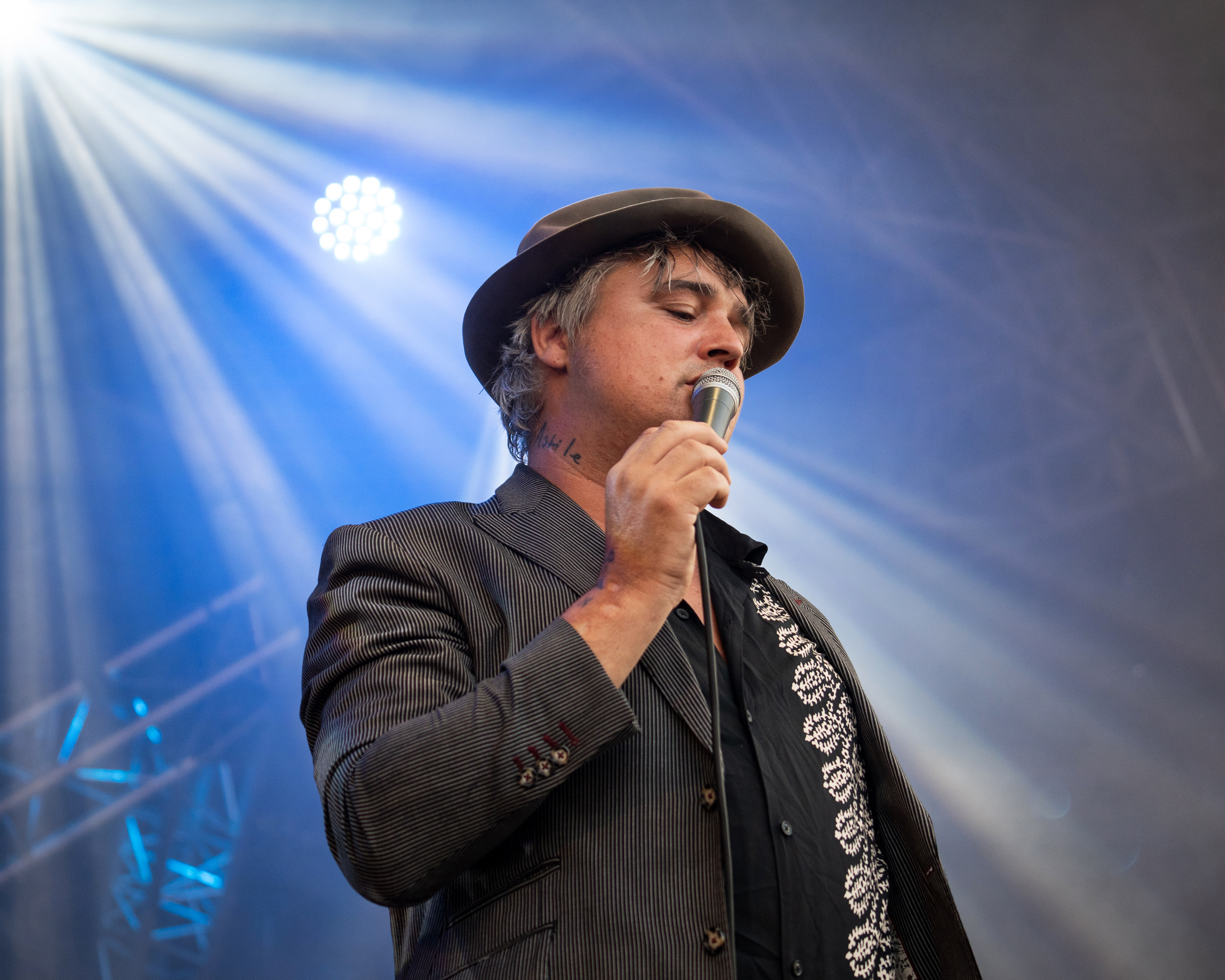
Pete Doherty sur scène en 2022.

- The Fantasy Life of Poetry & Crime - Pete Doherty & Frédéric Lo (2022)

#### Discographie solo
- 2004 - For Lovers (Crédité "Wolfman featuring Pete Doherty") (Single)
- 2009 - Grace/Wastelands (Album)
- 2016 - Hamburg Demonstrations (Album)
- 2019 - Peter Doherty & The Puta Madres (Album)
- 2025 - Felt Better Alive (Album)

#### Participations
- 2023 : Without Use & All Used up sur l'album Cœur sacré - un hommage de Frédéric Lo à Daniel Darc

## Filmographie
Sauf indication contraire, les informations mentionnées dans cette section peuvent être confirmées par la base de données cinématographiques IMDb,  présente dans la section « Liens externes ».

### Acteur
- 2011 : The Wrong Ferarri d'Adam Green
- 2012 : Confession d'un enfant du siècle de Sylvie Verheyde : Octave
- 2013 : Rock and Roll Fuck'n'Lovely de Joshua J. Bagnall : l'ami de Mik
- 2015 : The Second Coming de Richard Wolstencroft : Pete

### Compositeur
- 2024 : La Vallée des fous de Xavier Beauvois

### Documentaires
Sauf indication contraire, les informations mentionnées dans cette section peuvent être confirmées par la base de données cinématographiques IMDb,  présente dans la section « Liens externes ».
- The Fantasy Life of Poetry and Crime de Thierry Villeneuve, 2022
- Peter Doherty : Stranger in My Own Skin de Katia de Vidas, 2023